# Podenco Ibicenco
Der Podenco Ibicenco (Katalanisch: Ca Eivissenc) ist eine von der FCI  anerkannte Hunderasse aus Spanien (FCI-Gruppe 5, Sektion 7, Standard Nr. 89).

## Herkunft und Geschichtliches
Der windhundähnliche Podenco Ibicenco ist die wohl bekannteste Rasse aus der Gruppe der Podencos. Sein Ursprungsgebiet sind die zu Spanien gehörenden Balearen. Die Insel Ibiza gab ihm zwar seinen Namen, doch man findet ihn heute auf allen Inseln der Balearen sowie auf dem spanischen Festland, insbesondere in Katalonien.
Eine Vermutung zum Ursprung dieser Rasse geht dahin, dass sein Stammvater der Tesem ist, der auch mit dem auf Malta beheimateten Pharaonenhund (Kelb tal-Fenek) in Verbindung gebracht wird. Eine bislang allerdings unbewiesene Theorie lautet, dass die Phönizier für die Verbreitung dieses Hundetyps über das ganze Mittelmeer gesorgt haben sollen. Es wäre aber auch denkbar, dass die Podencos, ebenso wie der Pharaonenhund und der Cirneco dell’Etna sich aus mediterranen Pariahunden entwickelt haben und ihr Erscheinungsbild weniger einem gemeinsamen Vorfahren, als vielmehr den spezifischen Anforderungen ihrer jeweiligen Heimatregionen verdanken.
Im Jahre 1929 kam der Podenco Ibicenco nach England, wo er heute noch gezüchtet wird. Auf dem Kontinent wurde er lange Zeit als Pharaonenhund bezeichnet, ein Begriff, der erstmals 1906 von dem Schweizer Dr. Carl von Muralt aus Zürich in einem Artikel in einer Schweizer Jagdzeitschrift über die Jagd auf den Balearen verwendet wurde. 1963 verabschiedete die FCI einen Rassestandard, der wesentlich am Modell des Podenco Ibicenco orientiert war, der es aber ermöglichte, alle stehohrigen, windhundähnlichen Hunde aus dem Mittelmeerraum als Pharaonenhunde zu registrieren. Da aber bereits seit 1931 ein von Spanien bei der FCI eingereichter Rassestandard für den Podenco Ibicenco bestand, gab es de facto zwei Rassestandards für dieselbe Rasse. 1977 hob die FCI diesen Standard wieder auf und ordnete den Namen Pharaonenhund (engl. Pharaoh Hound) dem aus Malta stammenden Kelb tal-Fenek zu.

## Beschreibung
Der Podenco Ibicenco ist ein gewandter und intelligenter Hund, dessen Erziehung nicht einfach ist. Es gibt insgesamt drei Haararten, nämlich Glatthaar, Rauhaar und Langhaar, wobei die rauhaarige und die langhaarige Varietät auf Zuchtschauen gemeinsam gerichtet werden. Die Farbe ist vorzugsweise Weiß und Rot, oder auch einfarbig Weiß oder Rot. Falbfarbene Färbung ist zugelassen, jedoch nicht bei der glatthaarigen Varietät. Podencotypisch ist er kaum von der Jagd abzuhalten, so dass es oft nicht möglich ist, ihn beim Spaziergang abzuleinen. Bevor man sich für einen solchen Hund entscheidet, sollte man also sorgfältig prüfen, ob man die Möglichkeit hat, ihm den für eine artgerechte Haltung unerlässlichen Freilauf in einem sicheren Gelände zu ermöglichen. Typischerweise verhält er sich in der Wohnung sehr still, freundlich und sanft. Auffällig sind seine sehr großen Stehohren, die er mit allen Podencos gemein hat. Seine typische Gangart ist der weitausholende, sehr elegante Trab. Beim Aufspüren von Beute zeigt er dies durch heftiges Schwanzwedeln an. Auffällig ist hierbei die jedem reinrassigen Podenco gegebene weiße Schwanzspitze. Gejagt wird mit Spurlaut.

## Verwendung
Der Podenco Ibicenco wird zur Jagd auf Niederwild verwendet. Typische Jagdbeute ist wie bei allen Podencos das Wildkaninchen. Der Podenco Ibicenco wird zumeist in größeren Meuten zur Jagd eingesetzt. Im hohen Gras oder Buschwerk orientieren sich die Hunde mit teilweise hohen Sprüngen, bis sie ein Kaninchen aufgespürt haben. Das Versteck wird von der Meute eingekreist und ein Hund springt zum Fang der Beute vor.
Mitunter bewegen sich die Hunde vollkommen frei auf den weitläufigen Grundstücken ihrer Eigentümer, und es kommt nicht selten vor, dass sie sich wandernden Urlaubern anschließen. Ein solcher Hund ist jedoch keinesfalls herrenlos.